# Amaxia kennedyi
Amaxia kennedyi är en fjärilsart som beskrevs av Rothschild 1909. Amaxia kennedyi ingår i släktet Amaxia och familjen björnspinnare. Inga underarter finns listade i Catalogue of Life.